# Perilissus buccatus
Perilissus buccatus là một loài tò vò trong họ Ichneumonidae.